# Basic AG

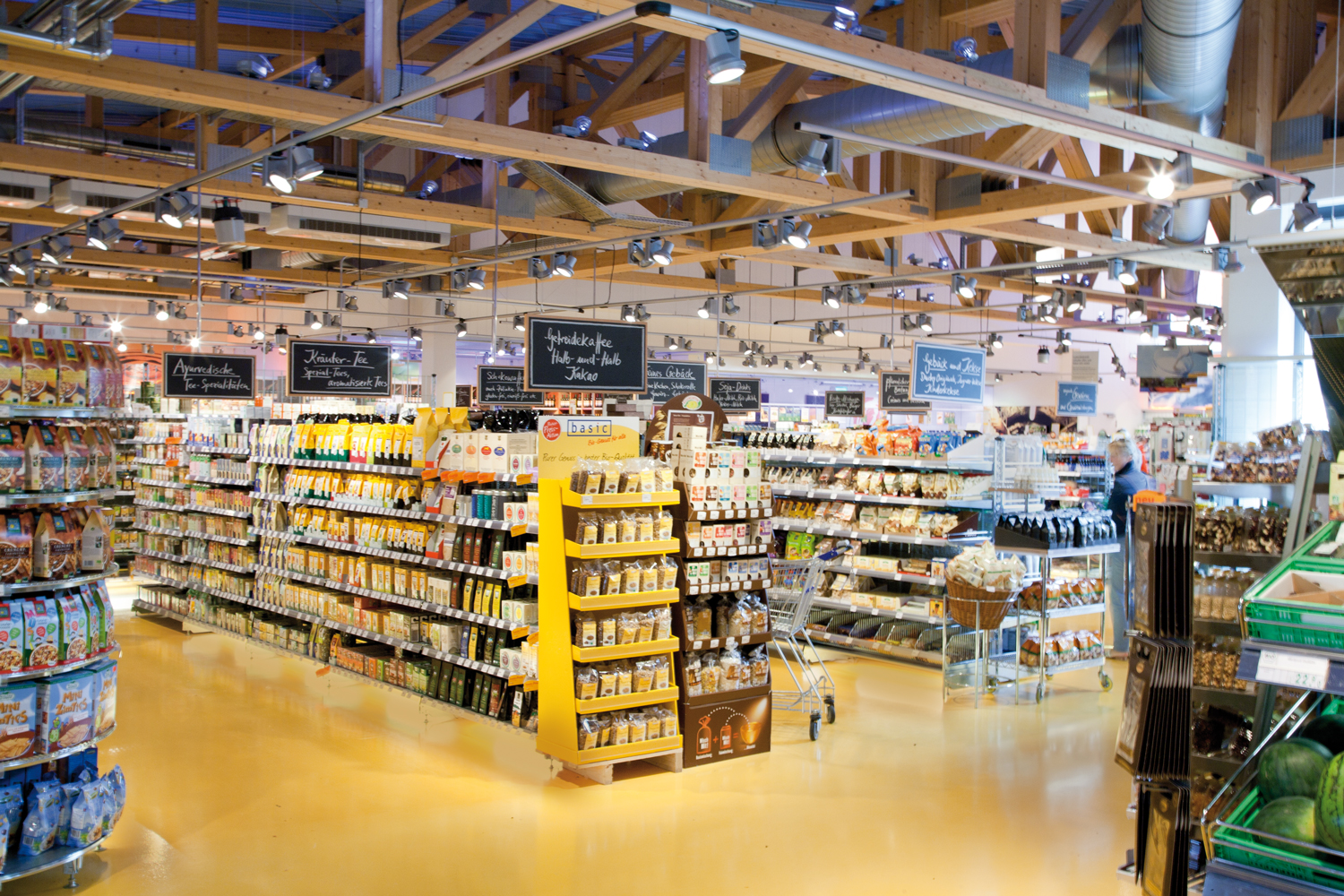
Innenansicht einer Basic-Filiale

Die Basic Aktiengesellschaft Lebensmittelhandel (kurz: Basic AG; Eigenschreibweise: basic) war eine deutsche Handelskette von Bio-Supermärkten mit Sitz in München, die 1997 gegründet wurde.
Die verbliebenen 19 deutschen Filialen wurden 2023 von Tegut übernommen.

## Unternehmensprofil
Basic war eine der großen deutschen Ketten von Bio-Supermärkten, deren Konzept der Verkauf von Bio-Lebensmitteln auf großen Verkaufsflächen war. Dadurch sollten diese Produkte zu niedrigeren Kosten als in kleineren Bioläden verkauft werden. Die EG-Öko-Verordnung war die Grundlage der Produktqualität, zusätzlich war von Anbauverbänden zertifizierte Ware im Angebot. Gemessen an der Anzahl der Filialen galt das Unternehmen als fünftgrößte Bio-Supermarkt-Kette in Deutschland hinter Denn’s, Alnatura, Bio Company und ebl-naturkost (Stand 2021).
Im Frühjahr 2021 betrieb der Basic-Konzern 21 Bio-Supermärkte in Deutschland und Österreich.
Die Basic AG war Mitglied im Bundesverband Naturkost Naturwaren e. V. (BNN), in dem auch zahlreiche Mitbewerber vertreten sind.

## Geschichte
Das am 2. Juni 1997 in das Handelsregister eingetragene Unternehmen wurde gegründet von
- Georg Schweisfurth, Sohn von Karl Ludwig Schweisfurth und Mitgründer und ehemaliger Geschäftsführer des Öko-Projekts Herrmannsdorfer Landwerkstätten,
- Richard Müller (1949[8]–2015[9]), Gründer und Geschäftsführer von Chiemgauer Naturfleisch und Mitgründer des Bundesverbands Naturkost Naturwaren,
- Johann Priemeier, Inhaber und Geschäftsführer der Antersdorfer Mühle und
- Hermann Oswald, Gründer und Geschäftsführer des Epos-Fachgroßhandels für ökologische Gastronomie.

Theo Häni, ein ehemaliger Schweizer Investmentbanker, beteiligte sich im Jahr 2005 mit ca. 16 % Aktienanteilen an der Basic AG.
Im Juli 2007 war die Schwarz-Gruppe (Lidl) laut Pressemitteilung vom 20. Juli 2007 eine Minderheitsbeteiligung an der nicht börsennotierten Basic AG eingegangen. Auf der Aktionärsversammlung vom 3. August 2007 wurde ein Übernahmeangebot vorgelegt. Der Basic-Vorstand stimmte einem Verkauf weiterer Unternehmensanteile an die Schwarz-Gruppe nicht zu. Nach Aussage des damaligen Vorstandsmitglieds Josef Spanrunft hatte sich der Vorstand auf Grund des öffentlichen Drucks zu diesem Schritt entschlossen, da durch den Aktienverkauf „sehr viel Unruhe“ in das Unternehmen gekommen sei. Am 9. November 2007 gab das Unternehmen bekannt, dass die Schwarz-Gruppe ihre umstrittene Beteiligung wieder abgebe. Gleichzeitig wollen die Beteiligten das Unternehmen wieder in ruhiges Fahrwasser führen und die Expansionspläne auf 5 bis 10 Filialneueröffnungen pro Jahr zurückschrauben. Die Anteile wurden vom Schweizer Investor ASI Nature Holding AG mit Sitz in Luzern übernommen, der dadurch seinen Anteil am Unternehmen auf 40 % steigerte.
Im Juni 2008 wurde bekannt, dass Basic sich in ernsthaften finanziellen Schwierigkeiten befindet. In einem Interview bekannte Vorstand Josef Spanrunft, 2008 werde als „Jahr der Konsolidierung“ betrachtet, es würden in diesem Jahr keine weiteren Filialen eröffnet, ab 2009 sollen dann nur noch jährlich zwei bis fünf neue Filialen entstehen und auch die durchschnittliche Filialgröße solle verringert werden. Außerdem entließ die Gesellschaft eine beträchtliche Anzahl von Mitarbeitern, in der Konzernzentrale über ein Drittel („circa 26 in der Zentrale, von insgesamt 66 Mitarbeitern“), im ganzen Unternehmen wurde die Mitarbeiterzahl von 850 auf 780 reduziert. Zugleich bat das Unternehmen seine Lieferanten um Zahlungsaufschub und zog externe Sanierungsexperten hinzu. In der Konsolidierungsphase trat im August 2009 Stephan Paulke als neuer Vorstandsvorsitzender in das Unternehmen ein. Er war bereits 2007 im Vertrieb von Basic tätig. Mit dem Geschäftsabschluss 2010 kehrte das Unternehmen in die schwarzen Zahlen zurück.
2018 wurde der 2009 eröffnete Onlineshop wegen mangelnder Rentabilität geschlossen.
Im Frühjahr 2021 gab das Unternehmen bekannt, sich verstärkt auf Süddeutschland und Österreich zu konzentrieren. Dazu zog man sich aus dem Norden und Westen Deutschlands zurück. 10 Märkte gingen an SuperBioMarkt und an Bio Company. Gleichzeitig übernahm das Unternehmen die sechs regionalen Bio-Supermärkte Biomammut in Baden-Württemberg.

### Insolvenzverfahren
Im November 2022 stellte Biomammut einen Antrag auf ein Insolvenzverfahren in Eigenverwaltung. Im Dezember 2022 stellte Basic ebenfalls einen Antrag auf ein Insolvenzverfahren in Eigenverwaltung. Basic werde 2023 verkauft; als Käufer fand sich die Einzelhandelskette Tegut, die 19 Filialen in Deutschland übernahm. Über den Kaufpreis wurde Stillschweigen vereinbart. Die zwei Filialen in Österreich übernimmt Dennree.
Ab Januar 2024 wurden die Basic-Filialen auf Tegut-Standorte umgeflaggt.

## Kritik
- Im Jahre 2005 wurde bekannt, dass sich der ehemalige Investmentbanker Theo Häni mit ca. 16 % Aktienanteilen beteiligt hat. Kritisiert wurde die Intransparenz von Hänis Geldgebern und der potentielle Einfluss von internationalen Großinvestoren auf die Geschäftsleitung der basic AG. Trotz der relativ geringen Beteiligung könne eine Abhängigkeit über Kreditvergaben entstehen.[10]
- Die Basic AG wurde im Juni 2007 für ihre Entmietungsmethoden eines Wohnhauses im Münchner Glockenbachviertel kritisiert, das vom Unternehmen aufgekauft und gegen den Willen der Bewohner in Eigentumswohnungen umgewandelt werden soll.[25]
- Basic-Mitgründer Richard Müller hat nach Bekanntwerden der Beteiligung durch die Lidl-Eignergruppe seinen Beraterposten aus Protest niedergelegt.[26]
- Der Betriebsrat warf 2008/2009 deren Vorstand Joachim Kreuzburg vor, Mitglieder ihres Gremiums und Mitarbeiter einzuschüchtern.[27][28]

## Auszeichnungen
- 2007 Deutscher Handelspreis in der Kategorie Management-Leistung in einer Nische des Einzelhandels